# Manuel Rivera Zúñiga
Robinson Manuel Rivera Zúñiga (Chile; 17 de febrero de 1996) es un futbolista chileno. Juega de centrocampista y su equipo actual es Deportes La Serena de la Primera División de Chile.

## Trayectoria
Formado en Barnechea, Rivera debutó en el primer equipo el 30 de abril de 2015 en la victoria por 2-1 sobre Palestino por la Primera División de Chile. Disputó siete temporadas en el club, donde jugó en las tres divisiones del fútbol profesional.
El 23 de febrero de 2021, Rivera fichó en Ñublense para su regreso en primera. Disputó 22 encuentros en la campaña 2022, donde Ñublense logró clasificar a la Copa Libertadores.

## Estadísticas
Actualizado al último partido disputado el 27 de enero de 2023.
| Club              | Div.          | Temporada     | Liga  | Liga  | Copas nacionales | Copas nacionales | Copas internacionales | Copas internacionales | Total | Total |
| Club              | Div.          | Temporada     | Part. | Goles | Part.            | Goles            | Part.                 | Goles                 | Part. | Goles |
| ----------------- | ------------- | ------------- | ----- | ----- | ---------------- | ---------------- | --------------------- | --------------------- | ----- | ----- |
| Barnechea · Chile | 1.ª           | 2014-15       | 1     | 0     | 1                | 0                | —                     | —                     | 2     | 0     |
| Barnechea · Chile | 2.ª           | 2015-16       | 14    | 0     | 2                | 0                | —                     | —                     | 16    | 0     |
| Barnechea · Chile | 3.ª           | 2016-17       | 25    | 4     | 0                | 0                | —                     | —                     | 25    | 4     |
| Barnechea · Chile | 2.ª           | 2017          | 7     | 0     | 2                | 1                | —                     | —                     | 9     | 1     |
| Barnechea · Chile | 2.ª           | 2018          | 18    | 0     | 7                | 0                | —                     | —                     | 25    | 0     |
| Barnechea · Chile | 2.ª           | 2019          | 15    | 1     | 4                | 0                | —                     | —                     | 19    | 1     |
| Barnechea · Chile | 2.ª           | 2020          | 22    | 3     | 0                | 0                | —                     | —                     | 22    | 3     |
| Barnechea · Chile | Total club    | Total club    | 102   | 8     | 16               | 1                | 0                     | 0                     | 118   | 9     |
| Ñublense · Chile  | 1.ª           | 2021          | 25    | 0     | 2                | 0                | —                     | —                     | 27    | 0     |
| Ñublense · Chile  | 1.ª           | 2022          | 22    | 1     | 4                | 0                | 2                     | 0                     | 28    | 1     |
| Ñublense · Chile  | 1.ª           | 2023          | 2     | 0     | 0                | 0                | 0                     | 0                     | 2     | 0     |
| Ñublense · Chile  | 1.ª           | 2024          | 0     | 0     | 0                | 0                | —                     | —                     | 0     | 0     |
| Ñublense · Chile  | Total club    | Total club    | 49    | 1     | 6                | 0                | 2                     | 0                     | 57    | 1     |
| Total carrera     | Total carrera | Total carrera | 151   | 9     | 22               | 1                | 2                     | 0                     | 175   | 10    |

## Palmarés

### Títulos nacionales
| Título           | Club      | País  | Año     |
| ---------------- | --------- | ----- | ------- |
| Segunda División | Barnechea | Chile | 2016-17 |